# ماكسيميليانو إستيفيه
ماكسيميليانو إستيفيه (بالإسبانية: Maximiliano Estévez)‏ هو لاعب كرة قدم أرجنتيني في مركز الهجوم، ولد في 2 يونيو 1977 في بوينس آيرس في الأرجنتين. لعب مع أوليمبو وإستريلا دا أمادورا وتشاكاريتا جيونيورز وراسينغ سانتاندير وريال مدريد وزاكاتيبيك وسيرو بورتينيو ونادي ألميرانته براون ونادي راسينغ.

## وصلات خارجية
- ماكسيميليانو إستيفيه على موقع إي إس بي إن إف سي (الإنجليزية)
- ماكسيميليانو إستيفيه على موقع قاعدة بيانات كرة القدم.إي يو (الإنجليزية)